# Parco nazionale Marakele
Il parco nazionale di Marakele (in inglese Marakele National Park) è un'area naturale protetta del Sudafrica.

## Territorio
Incorpora l'originario parco Marakele, situato nelle Montagne del Waterberg, i 34 ettari della riserva naturale privata di Welgevonden (Welgevonden Private Nature Reserve) e i 20 ettari del parco contrattuale di Marakele (Marakele Contractual Park). La sua superficie è pari a 67 000 ettari ed è situato a circa 250 km a nord di Johannesburg. Il suo nome, in lingua tswana, vuol dire luogo di santuario (place of sanctuary) e deriva dal fatto che essendo situato in una zona di transizione tra le regioni occidentali con clima asciutto e le regioni orientali con clima umido, è ricco di moltissime specie di animali e di piante selvatiche. Il suo panorama è caratterizzato dal contrasto di zone di alta montagna, colline con verdi prati e valli profonde.

## Fauna e flora
Nel parco si possono ammirare un'infinità varietà di mammiferi (tra cui elefanti, rinoceronti bianchi, rinoceronti neri, leopardi e ghepardi, iene, impala kudu ecc.), di volatili (tra cui l'avvoltoio del capo) e piante (se ne contano almeno 765 specie).